# Пигин, Кузьма Михайлович
Кузьма Михайлович Пигин (1 января 1918 — 4 января 1989) — командир отделения 222-го инженерно-саперного батальона сержант — на момент представления к награждению орденом Славы 1-й степени.

## Биография
Родился 1 января 1918 года в селе Покровском Нижне-Тагильской волости, Верхотурского уезда, Пермской губернии (ныне село входит в состав Пригородного района/Горноуральского городского округа Свердловской области). Окончил 7 классов в родном селе. Работал электриком на вагоностроительном заводе в городе Нижнем Тагиле.
В сентябре 1938 года Нижнетагильским районным военным комиссариатом был призван в Красную Армию. Службу проходил на Дальнем Востоке мотористом в авиационном полку. Здесь встретил начало Великой Отечественной войны.
Только летом 1942 года был направлен в действующую армию. Член ВКП/КПСС с 1943 года. Воевал сапёром в 84-м отдельном мотоинженерном батальоне, затем командиром отделения в составе 222-го инженерно-саперного батальона 38-й инженерно-саперной бригады. Сражался на Брянском, Западном, 3-м Прибалтийском и 1-м Белорусском фронтах.
Участвовал в форсировании рек Десна, Сож, Припять, Пилица, Одер, Эльба. Обеспечивая продвижение пехоты и танков, прохождение разведгрупп в тыл противника, сапёр Пигин снял десятки мин и фугасов, проделал множество проходов в минных полях и проволочных заграждениях. К осени 1944 года имел уже 3 боевые награды. За обеспечение поддержки продвижения 4-го гвардейского танкового корпуса в летних боях 1943 года — орден Отечественной войны 2-й степени. За разминирование прохода для танкового десанта у села Буда-Монастырская — орден Красной Звезды. За бои на подступах к городу Пинску летом 1944 года — медаль «За отвагу».
2 октября 1944 года в районе населённого пункта Ропажи сержант Пигин с сапёрами под покровом ночи проделал проход в 2 рядах заминированных противотанковых заграждений, выявил 2 вражеских блиндажа. 9 октября в составе разведывательной группы в том же районе, обезвредив 2 фугаса и 11 мин, пропустил танки через проход.
Приказом по войскам 61-й армии от 29 декабря 1944 года сержант Пигин Кузьма Михайлович награждён орденом Славы 3-й степени.
В ночь на 14 января 1945 года в районе населённого пункта Грабов-Залесни сержант Пигин со своим отделением проделал 2 прохода в минных полях и проволочных заграждениях противника. Двигаясь впереди штурмовых групп, провел их без потерь к траншеям противника.
Приказом по войскам 61-й армии от 21 марта 1945 года сержант Пигин Кузьма Михайлович награждён орденом Славы 2-й степени.
В ночь на 25 апреля 1945 года сержант Пигин произвёл разведку канала в городе Эберсвальде, добыл ценные сведения о противнике. Вступив в бой с группой врага, засевшей в подвале дома, гранатами уничтожил несколько солдат, 2 взял в плен. Ночью 1 мая разведал место переправы через канал Рин у населённого пункта Альт-Руппин, чем способствовал своевременному наведению понтонного моста для переправы артиллерии.
В 1945 году демобилизован. Указом Президиума Верховного Совета СССР от 15 мая 1946 года за отвагу и геройство, проявленные в боях с немецкими захватчиками в Великой Отечественной войне сержант Пигин Кузьма Михайлович награждён орденом Славы 1-й степени. Стал полным кавалером ордена Славы.
После войны приехал в город Киров Калужской области, где проживал всю остальную жизнь. Работал электриком на Кировском чугунолитейном заводе, был награждён орденом Трудового Красного Знамени. В 1974 году вышел на пенсию.
Скончался 4 января 1989 года. Похоронен на кладбище города Кирова.
Награждён орденами Отечественной войны 1-й и 2-й степени, Трудового Красного Знамени, Красной Звезды, орденами Славы 3-х степеней, медалями, в том числе медалью «За отвагу».

## Память
В память о Кузьме Михайловиче Пигине установлены мемориальные доски на здании школы в родном селе Покровском Свердловской области и на стене жилого дома в городе Кирове Калужской области.